# Перкуйкі
Перкуйкі (пол. Perkujki, нім. Perkuiken) — село в Польщі, у гміні Бартошиці Бартошицького повіту Вармінсько-Мазурського воєводства.
Населення — 27 осіб (2011).

## Демографія
Демографічна структура станом на 31 березня 2011 року:
|          | Загалом | Допрацездатний вік | Працездатний вік | Постпрацездатний вік |
| -------- | ------- | ------------------ | ---------------- | -------------------- |
| Чоловіки | 16      | 4                  | 10               | 2                    |
| Жінки    | 11      | 1                  | 8                | 2                    |
| Разом    | 27      | 5                  | 18               | 4                    |